# Quessy
Quessy – miejscowość i gmina we Francji, w regionie Hauts-de-France, w departamencie Aisne.
Według danych na rok 1990 gminę zamieszkiwały 3212 osoby, a gęstość zaludnienia wynosiła 950 osób/km² (wśród 2293 gmin Pikardii Quessy plasuje się na 64. miejscu pod względem liczby ludności, natomiast pod względem powierzchni na miejscu 1024.).